# Sphaerolobium rostratum
Sphaerolobium rostratum là một loài thực vật có hoa trong họ Đậu. Loài này được Butcher miêu tả khoa học đầu tiên.